# Kazunari Hosaka
Kazunari Hosaka (保坂 一成, Hosaka Kazunari) est un footballeur japonais né le 24 mars 1983. Il évolue au poste de milieu de terrain.

## Biographie
Hosaka commence sa carrière professionnelle avec le Ventforet Kōfu. Il débute en première division lors de l'année 2006. Lors de l'année 2009, il joue avec le Fagiano Okayama. Il est de retour au Ventforet Kōfu l'année suivante.

## Palmarès
- Champion de J-League 2 (D2) en 2012 avec le Ventforet Kōfu